# Robert Hovhannisjan

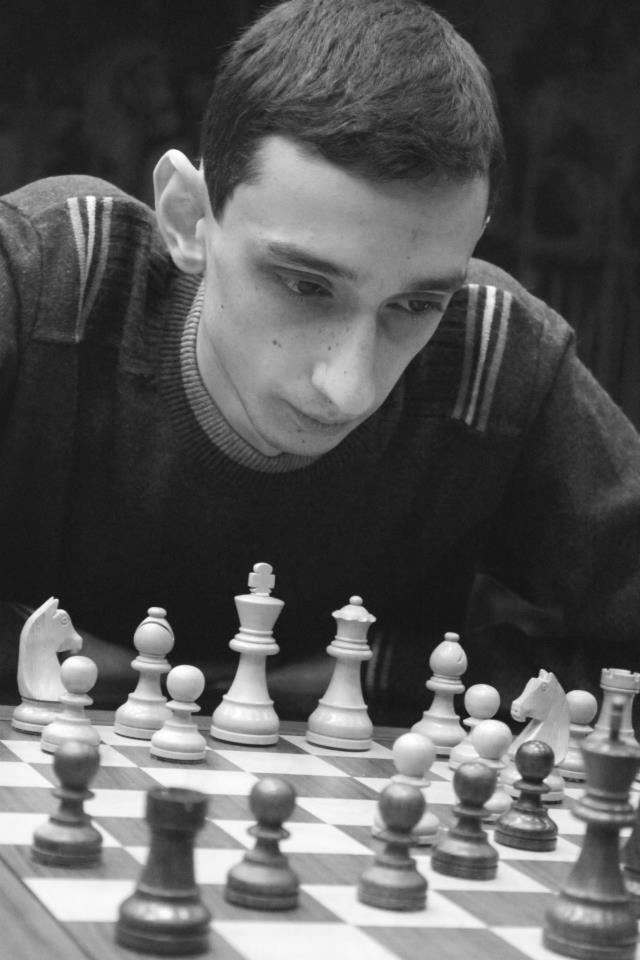
Robert Hovhannisjan, 2013

Robert Hovhannisjan (Armeens: Ռոբերտ Հովհաննիսյան) (Jerevan, 23 maart 1991) is een Armeense schaker. Sinds 2010 is hij een grootmeester (GM).

## 2011 - 2018
In januari 2011 won Hovhannisjan het 71e Schaakkampioenschap van Armenië. In juli 2011 maakte hij deel uit van het Armeense team dat als winnaar eindigde op het Wereldkampioenschap schaken voor landenteams in Ningbo. In augustus 2011 werd Hovhannisjan gedeeld eerste met Dariusz Świercz op het Wereldkampioenschap schaken voor jeugd in Chennai, via tiebreak werd hij tweede. In november 2011 nam hij met het Armeense team deel aan het Europees kampioenschap schaken voor landenteams; het team eindigde als vierde. 
In januari 2012 werd Hovhannisjan tweede op het Armeense schaakkampioenschap. In 2013 won hij het 6e Karen Asrian Memorial in Jermuk.
In 2015 eindigde Hovhannisjan gedeeld eerste met Alexei Shirov op het 5e Open kampioenschap van de Technische Universiteit Riga (in Riga); vanwege de tiebreak werd hij tweede. Drie jaar later won hij dit toernooi.

## 2019 - 2023
In augustus 2019 was zijn Elo-rating 2650. 
Op het Europees kampioenschap schaken in maart 2023 behaalde hij 7½ pt. uit 11.

## Externe koppelingen
- (en)   Informatie over schaakpartijen van Robert Hovhannisjan op ChessGames.com
- (en)   Informatie over schaakpartijen van Robert Hovhannisjan op 365chess.com
- (en)  FIDE-ratinggegevens voor Robert Hovhannisjan